# Eupithecia guayacanae
Eupithecia guayacanae es una especie de polilla de la familia Geometridae. La especie fue descrita por primera vez por Frederick Hastings Rindge habiendo sido descrita en 1991, con distribución en el valle central de Chile. El holotipo fue descrita en el sector Guayacán, de ahí el nombre de la especie.

## Descripción
La longitud de las alas anteriores es de unos 10 milímetros (0,4 plg) en los machos. Las alas anteriores son de color blanco lechoso con una maculatura muy reducida. Las alas traseras son de color blanco grisáceo en la parte anterior y se vuelven gris oscuro en la parte distal. La superficie inferior de las alas son blancas, uniformemente cubiertas de escamas de color marrón grisáceo muy pálido. La mácula es obsoleta, excepto a nivel de la línea terminal. 
Los palpos son también de color blanco lechoso con un tinte marrón pálido muy tenue y con una medida 1,15 veces el diámetro del ojo, extendiéndose 0,66 mm por delante de los ojos. Los genitales del macho se caracterizan por tener un uncus largo y uniformemente afilado.
Se han registrado adultos volando en octubre y noviembre.